# ESV Traunstein
Der „ESV“ Eisenbahn-Sportverein Traunstein 1930 eingetragener Verein, kurz ESV Traunstein oder schlicht ESV war ein Sportverein aus der oberbayerischen Stadt Traunstein. 

## Geschichte
Er wurde 1930 gegründet und bestand bis in das Jahr 2012, als er zusammen mit den Vereinen 1. FC Traunstein und JFG Chiemgau Traunstein zum Nachfolgeverein SB Chiemgau Traunstein verschmolzen wurde.

## Abteilungen
Der Verein war in sieben Abteilungen organisiert: Ämtersport, Fußball, Handball, Leichtathletik, Ski, Tischtennis und Versehrtensport. 

### Fußball
Aufstieg in die Bezirksliga 2004, 2008. Da beide Vorgängervereine zur Zeit des Zusammenschlusses in der Bezirksliga spielten, startete der SB Chiemgau ebenfalls als neuer Verein in dieser Liga. 

### Handball
Die Frauenmannschaft des ESV Traunstein wurde 1976 Bayerischer Meister (3. Liga) und war damit auch Aufsteiger in die Regionalliga, damals zweithöchste Spielklasse in Deutschland, in der sie sich drei Jahre halten konnten.

### Ski

#### Persönlichkeiten
- Fritz Wagnerberger (Olympiateilnehmer)
- Martin Braxenthaler (Monoskifahrer)